# Cerro (Cuba)
Pour les articles homonymes, voir Cerro.
Cerro est l'une des quinze municipalités de la ville de La Havane à Cuba.

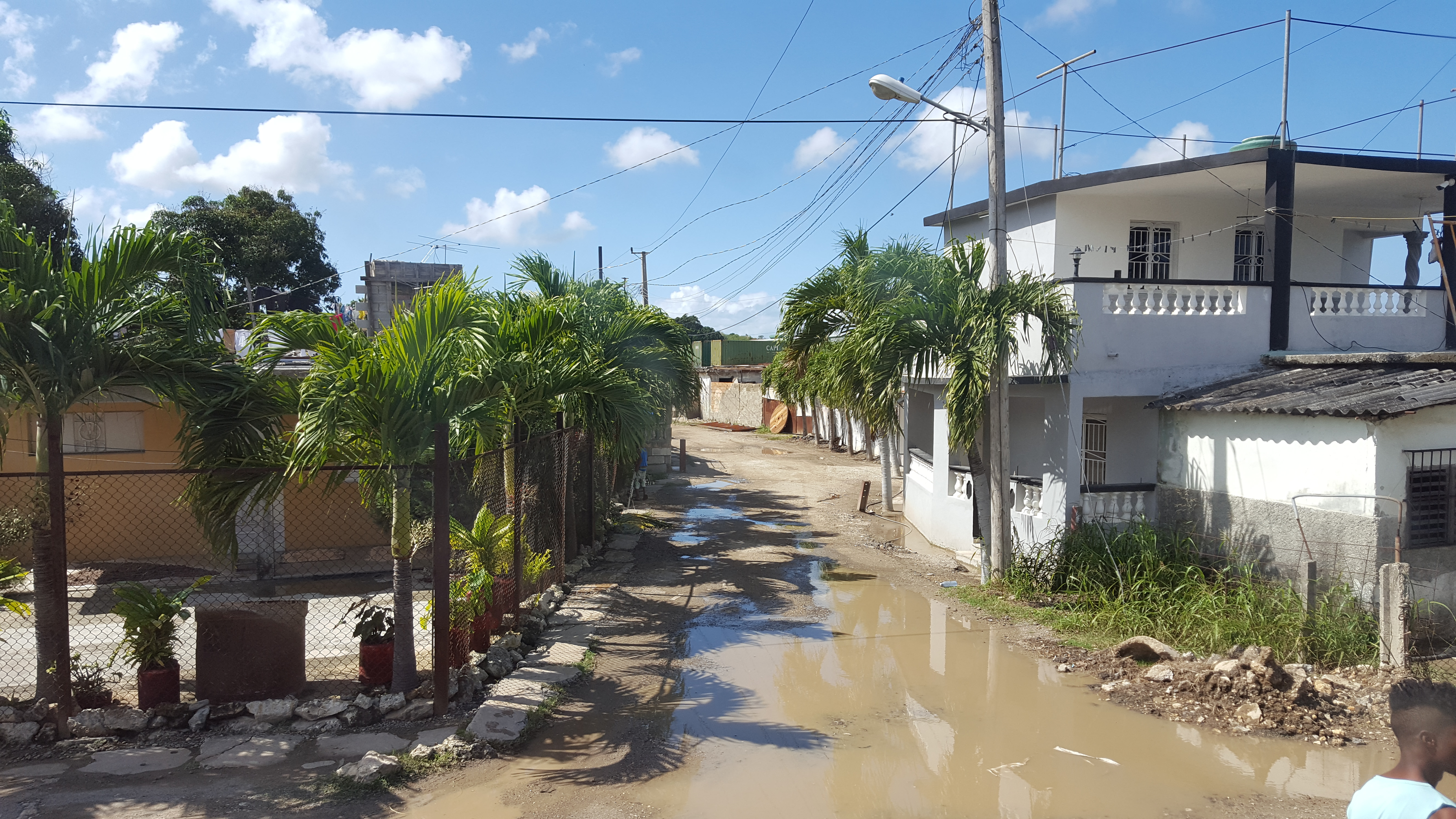

## Personnalités nées à Cerro
- Danay Suarez Fernandez, chanteuse, née en 1985